# Pernille Mathiesen
Pernille Vinkel Mathiesen (født 5. oktober 1997 i Holstebro) er en dansk forhenværende professionel cykelrytter. Hun er tidligere U23-europamester i linjeløb og enkeltstart.

## Karriere
Som 8-årig begyndte Pernille Mathiesen at cykle. Hendes far har tidligere kørt inden danske A-række. Fra hun var U11-rytter til U19-klassen kørte hun for Holstebro Cykle Club. Herefter skiftede hun i 2014 til Team Rytger, hvor hun var ét år. I tiden hos Rytger vandt hun sølv ved Junior-VM i enkeltstart. Derefter gik turen til BMS Birn, der senere blev til Team Virtu Cycling Women. Her vandt hun guld i enkeltstart og linjeløb for U23-kvinder ved EM i landevejscykling 2017 i Herning.

### Professionel i udlandet
Fra 2018-sæsonen blev Mathiesen fuldtidsprofessionel i udlandet hos tyske Team Sunweb. Her vandt hun det første år bronze ved VM i holdtidskørsel. I 2019 vandt hun ved DM i landevejscykling sølvmedalje i både linjeløb og enkeltstart. Desuden blev det til en førsteplads ved enkeltstarten i Omloop van Borsele, samlet andenpladser ved Thüringen Ladies Tour og Omloop van de IJsseldelta, ligesom det blev til en tredjeplads ved etapeløbet Madrid Challenge by La Vuelta. I 2020-sæsonen kæmpede Pernille Mathiesen med et alt for stor vægttab, hvilket gav hende en svær sæson hos det tyske hold. På grund af coronaviruspandemien kørte hun ikke mange løb, og der hvor hun stillede til start, var resultaterne ikke som hun ønskede dem. 
Fra 2021 skrev Mathiesen en étårig kontrakt med det nystartede hollandske hold Team Jumbo-Visma. Første løb for det nye hold blev Omloop Het Nieuwsblad, hvor hun var blandt de sidste som kom i mål.

### Cofidis og karrierestop
Efter én sæson hos Jumbo-Visma, ønskede Pernille Mathiesen at komme væk fra hollandske hold, hvor hun havde kørt siden 2018. Derfor skiftede hun fra starten af 2022 til det nyetablerede franske hold Cofidis, hvor hun skrev en toårig kontrakt. Her kørte hun i slutningen af marts to løb for holdet. Derefter var Mathiesen ikke på startlisterne. Den 15. juni 2022 meddelte hun at karriere blev stoppet med øjeblikkelig virkning, efter hun ikke kunne finde motivation. Op til beslutningen havde hun haft problemer med det mentale helbred, og lidt af en spiseforstyrrelse. Efter karrierestoppet fortsatte hun på læreruddannelsen på fuld tid.

## Meritter
| 2013 5. plads: DM i linjeløb 2014 2. plads ved Junior-VM i enkeltstart 2015 Dansk juniormester i enkeltstart 4. plads ved junior-VM i enkeltstart 2016 Vinder af 4. etape af Gracia Orlova 4. plads ved DM i enkeltstart 5. plads ved DM i linjeløb 2017 Vinder af U-23 EM i linjeløb Vinder af U-23 EM i enkeltstart 2. plads ved DM i enkeltstart 4. plads ved DM i linjeløb | 2018 2. plads ved DM i enkeltstart 3. plads ved VM i holdtidskørsel 2019 Vinder af enkeltstarten ved Omloop van Borsele 2. plads ved DM i linjeløb 2. plads ved DM i enkeltstart Thüringen Ladies Tour 2. plads i det samlede klassement Vinder af ungdomskonkurrencen 2. plads ved Omloop van de IJsseldelta Madrid Challenge by La Vuelta Vinder af ungdomskonkurrencen 3. plads på 1. etape 3. plads i det samlede klassement |

## Privat
Pernille Mathiesen er født og opvokset i Holstebro. Både hendes far, og storebrødrene Christian og Peter Mathiesen har kørt cykelløb på højt nationalt niveau. Hun har gået på Birkelundskolen og Rydhave Slots Efterskole, og blev i 2017 student fra Holstebro Gymnasium. Hun er bosat i Silkeborg, og er kæreste med den tidligere cykelrytter Jesper Bundgaard Vinkel.